# Marie de France
Marie de France a fost o poetă medievală care s-a născut probabil în Franța și a trăit în Anglia pe la sfârșitul secolului al XII-lea. Romanticii din secolul al XIX-lea redescoperă laiurile sale (les lais), povestiri în versuri scrise în franceza veche, mai exact în anglo-normandă. Marie de France aparține pe de o parte generației de autori care ilustrează în literatură dragostea de curte și pe de altă parte celor care adaptează legendele orale bretone. Este prima femeie care a scris poeme în franceză.

## Viața

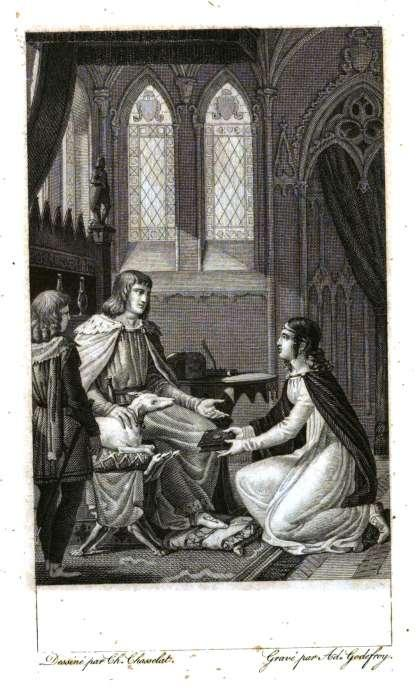
Marie de France prezentându-și poeziile regelui Henric al II-lea

Este prima femeie scriitor de expresie franceză cunoscută. Nu se știe nimic despre ea, doar ceea ce a scris ea însăși în epilogul fabulelor sale:
« Marie ai num, si sui de France »
«Marie este numele meu și sunt din Franța»
În acea vreme Franța desemna regiunea Île-de-France. Probabil că ea a trăit în Anglia la curtea lui Henric al II-lea și în special la cea a lui Eleanor de Aquitania. Cele douăsprezece laiuri sunt dedicate unui rege, fără doar și poate lui Henric al II-lea.
Unii medieviști au presupus că ea a fost stareța monăstirii din Reading sau din Barking, dar fără a-și putea fonda afirmațiile.
Mai mulți medieviști au sugerat că ea ar putea fi fiica lui Galeran IV, conte de Meulan, care s-a căsătorit cu Hugues Talbot în jurul anului 1170 și care a mers să trăiască cu el în Anglia. Această ipoteză este însă destul de improbabilă.
Ea ocupă un loc aparte printre poeții anglo-normanzi, fiind o femeie superioară secolului în care trăiește și care se remarcă prin cultura sa. Marie ne previne de faptul că a ezitat o perioadă bună de timp să se dedice acestui gen de literatură (poeziei); înainte de acesta a tradus din latină, din istoria veche. Dar după ce și-a dat seama că cei mai mulți dintre scriitorii vremii sale făceau același lucru a abandonat acest proiect pentru a se consacra în întregime căutării laiurilor bretone.
După aceea a început să scrie fabule, lucru care a făcut din ea prima femeie franceză autoare de fabule.

## Scrieri
Ea redă în versuri în franceză, sau mai exact în dialectul anglo-normand, legende bretone, cărora le dă numele de Lais. Laiurile (1160-1175) sunt compuse din douăsprezece povești scurte scrise în versuri de opt silabe cu rime plate, de dimensiuni variabile (118 versuri pentru Lai du Chèvrefeuille și 1184 de versuri pentru Eliaduc). Marie spune că și-a scris și ”asamblat” textele pornind de la ”lais bretons”. Una singură dintre aceste povestiri, Lai de Lanval, este una cu adevărat arturiană. Dragostea, cel mai adesea cea de la marginea societății, este subiectul principal al volumului (nouă din douăsprezece laiuri povestesc de amoruri adulterine: cel mai scurt, dar probabil cel mai frumos dintre aceste texte, Lai du chèvrefeuille, face referire la povestirea Tristan și Isolda. În mai multe laiuri apare fantasticul, însă toate au drept fundal lumea reală, cu o concluzie mai degrabă pesimistă în care durerea și încercările apar după bucuria și fericirea inițiale.

## Opere
- O culegere de douăsprezece laiuri care pot fi clasate în două categorii: laiuri feerice (lais féeriques) și laiuri realiste (lais réalistes).
  - Lai de Yonec
  - Lai de Frêne
  - Lai du Chaitivel
  - Lai de Lanval
  - Lai de Milun
  - Lai des deux Amants
  - Lai d’Eliduc
  - Lai du Bisclavret
  - Lai de Guigemar
  - Lai d’Equitan
  - Lai du Chèvrefeuille
  - Lai du Laostic ou Lai de l’eostic
- Fabule (Ysopet)
- L’Espurgatoire de saint Patrice - traducere din latină Purgatoriul Sfântului Patrice

## Biografie
- Voichița Sasu Littérature et civilisation françaises - Moyen Age, Cluj-Napoca, Presa Universitară, 1997, 232 p.

1. 1 2  Autoritatea BnF, accesat în 10 octombrie 2018
2. ↑  CONOR.SI[*] Verificați valoarea |titlelink= (ajutor)
3. ↑  „Marie De France | 12th-century, Lais, Breton | Britannica” (în engleză). www.britannica.com. Accesat în 30 mai 2024.
4. ↑  „Reading Abbey and Marie de France” (în engleză). Reading Museum. Accesat în 30 mai 2024.
5. 1 2  Mark, Joshua J. „Marie de France” (în engleză). World History Encyclopedia. Accesat în 30 mai 2024.
6. ↑  „Marie de France (c. 1140–1200) | Encyclopedia.com”. www.encyclopedia.com. Accesat în 30 mai 2024.
7. ↑  „The Lais of Marie de France – The Medieval Kingfisher” (în engleză). 30 iulie 2021. Accesat în 30 mai 2024.[nefuncțională – arhivă]